# スタジオ・ワン (ジャマイカ)
スタジオ・ワン（Studio One）は、ジャマイカのレコーディングスタジオ、レコードレーベル。スカ、ロックステディ、レゲエをはじめジャマイカのポピュラー音楽スタイルの基礎を築いたレーベルである。

## 歴史
1957年、ダウンビートというサウンドシステムを運営していたコクソン・ドッドは自身初のレーベルとなるワールディスクを設立。アルトン&エディの「ミュリエル」をプロデュースし、ヒットを記録した。しかしながらこの曲はフェデラル・スタジオで録音されたものだった。
1963年にドッドは、キングストンのブレントフォード・ロードにスタジオ・ワンを設立し、同名のレーベルを始動させた。1980年代にドッドがニューヨークへ移動したとき、同レーベルとスタジオは休業した。
スタジオ・ワンでは、ボブ・マーリー、リー・ペリー、バーニング・スピア、トゥーツ・アンド・ザ・メイタルズ、ジャッキー・ミットゥ、ホレス・アンディ、ケン・ブース、アルトン・エリスなどのアーティストがレコーディングした。プロデューサーのハリー・Jもスタジオ・ワンで多くの作品を残している。
スタジオ・ワンは、1960年代と1970年代のジャマイカの音楽、スカ、ロックステディ、レゲエ、ダンスホールの、大部分に大きな影響を及ぼした。スカタライツとサウンド・ディメンションのアンサンブルは、スタジオ・ワンでのバックトラックとインストナンバーの製作に生かされ、同レーベルに残されている。